# Batilda Salha Burian
Batilda Salha Burian, née le 19 octobre 1965, est une femme politique et diplomate tanzanienne.

## Biographie
Batilda Salha Burian est née le 19 octobre 1965 en Tanzanie. Elle a obtenu son doctorat à l'University College de Londres en 1992.
Burian a servi deux mandats au Parlement tanzanien, de 2000 à 2005, puis de 2006 à 2010. Entre ses mandats au Parlement, elle a été vice-ministre du Développement communautaire, du Genre et des Enfants.
Après son passage au Parlement, Burian est devenue haut-commissaire de Tanzanie au Kenya. En 2015, elle a été nommée ambassadrice de Tanzanie au Japon.
Burian a également occupé certains rôles internationaux. Elle a présidé le Forum mondial sur le changement climatique III en 2009 à Genève. Elle a également été représentante permanente de la Tanzanie auprès du Programme des Nations Unies pour l'environnement (PNUE)).